# Nomenklatura

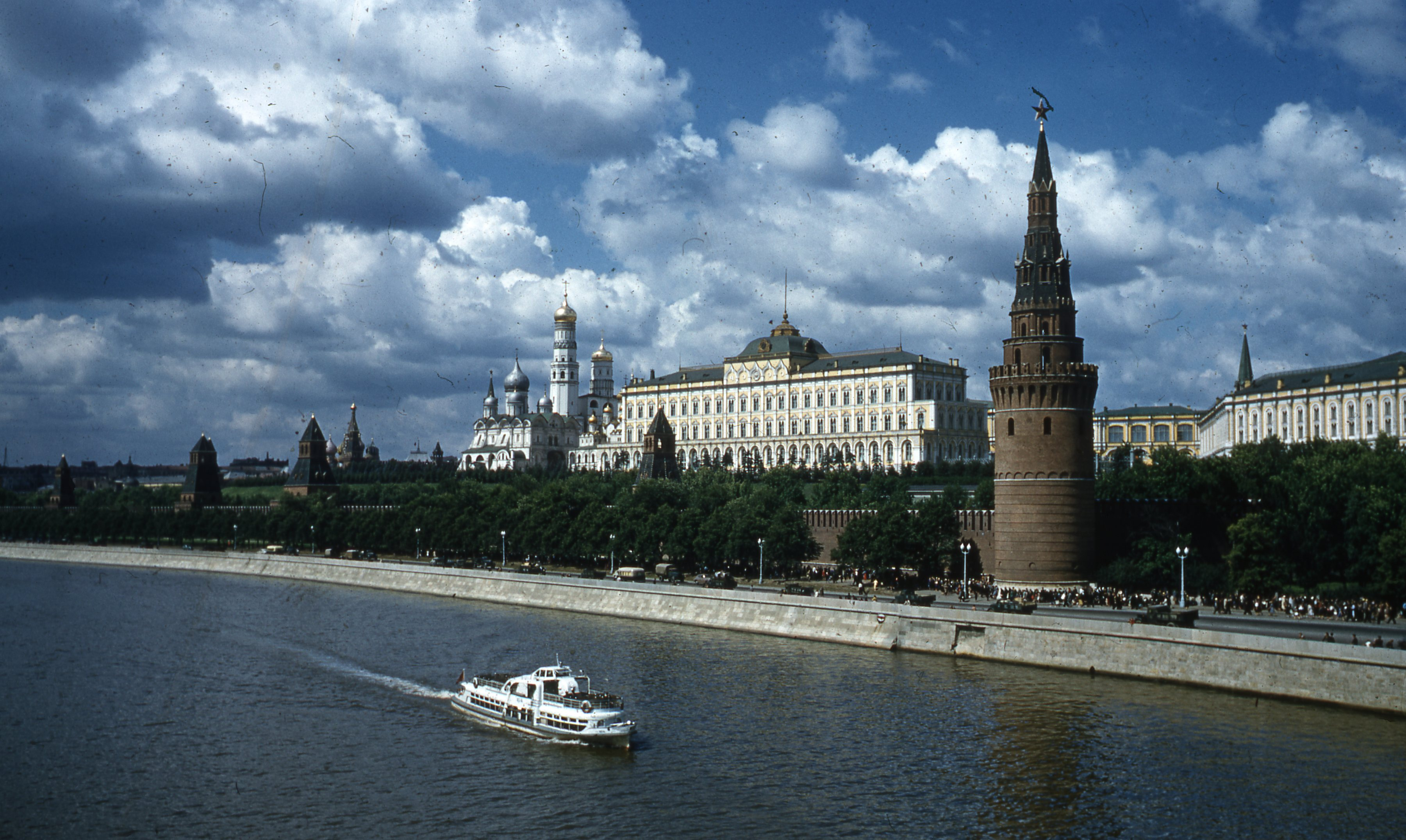
El Kremlin de Moscú. A lo largo de la historia, ha sido el centro del poder político del país, desde los zares hasta la era soviética, y en la actualidad es la residencia oficial del presidente de Rusia.

El término nomenklatura (en ruso: номенклатура) define una elite de la sociedad de la Unión Soviética —y por extensión, a la del resto de los países del bloque comunista—, formada casi exclusivamente por miembros del Partido Comunista de la Unión Soviética que tenía grandes responsabilidades como grupo humano encargado de la dirección de la burocracia estatal, y de ocupar posiciones administrativas claves en el gobierno, en la producción industrial y agrícola, en el sistema educativo, en el ambiente cultural, etcétera, obteniendo usualmente grandes privilegios derivados de la ejecución de dichas funciones.
El término nomenklatura en idioma ruso deriva del latín nomenclatura, que significa estrictamente 'lista de nombres'. Originalmente, cuando se instala el sistema soviético tras terminar la guerra civil rusa, la nomenklatura era una simple lista de trabajos o cargos de administración pública con altas responsabilidades, cuyos ocupantes debían ser obligatoriamente miembros del Partido Comunista de la Unión Soviética o en todo caso aprobados por este para dichos cargos. Por extensión, el nombre se empezó a usar también a las personas mismas que ocupaban tales puestos.

## Características
Casi al final de la presidencia de Lenin, en 1922, se había llegado a una situación en que las posiciones de alto nivel dentro del gobierno quedaban reservadas a los miembros del Partido Comunista de la Unión Soviética, de modo que se expulsaba de tales cargos a quienes no se hubieran afiliado a dicho Partido. Precisamente en marzo de 1921 el 10° Congreso del Partido Comunista había prohibido el debate de ideas dentro del Partido tachándolas de «faccionalismo», exigiendo a todos sus militantes obediencia completa a la órdenes de la jerarquía.
Como resultado, todos los altos cargos de mando y jerarquía en la dirección y administración de la economía, en las universidades, en las fuerzas armadas, en la gestión de servicios públicos y demás ámbitos de la sociedad soviética debían quedar en manos de personas «confiables en términos políticos» según había requerido el propio Lenin, con lo cual en la práctica todos los miembros de la nomenklatura siempre resultaban ser integrantes del Partido Comunista.
Al observarse que este sistema causaba un acaparamiento de cargos por miembros del Partido Comunista y una «elitización» de sus militantes, el fenómeno fue duramente criticado y combatido, sin éxito, por Lenin, al final de su vida, empleando su cargo y su participación política dentro del Partido Comunista. Luego esta situación fue combatida por León Trotski y la Oposición de Izquierda.
La nomenklatura abarcaba también el poder discrecional del Partido Comunista de la Unión Soviética para efectuar nombramientos importantes y revocarlos, para todos los cargos administrativos en el gobierno y dentro del mismo Partido, guardando listas de todas las posiciones importantes de la administración pública y de los miembros del Partido que fuesen candidatos potenciales a ocuparlas. La sola afiliación al Partido Comunista traía beneficios y privilegios para el nuevo militante, pero no lo transformaba en parte de la nomenklatura propiamente dicha, pues esta se restringía en la práctica a los militantes dotados de mayor poder político dentro de la administración pública, formando así una «élite dentro de la élite».

## Funcionamiento
La existencia misma de la nomenklatura y el carácter exclusivista de dicho grupo fomentaron la creación de numerosos vínculos de clientelismo dentro del Partido Comunista de la Unión Soviética. Así, los funcionarios del Partido encargados de realizar nombramientos en cualquier nivel de la administración cultivaban la lealtad personal de aquellos a quienes habían nombrado; luego este funcionario actuaba como un «patrón» intercambiando favores con sus clientes (aquellos quienes le debían un nombramiento importante), apoyándose mutuamente frente a sus rivales en sus respectivos niveles de poder; claro está que los «patrones» más importantes del Partido eran los funcionarios que poseían mayor poder (por ejemplo, miembros del Politburó) y estos solían tener numerosos «clientes»; a niveles intermedios un funcionario podía ser un «patrón» respecto a los funcionarios de menor rango que él había apoyado o nombrado pero a la vez podía ser «cliente» de un funcionario de nivel superior de quien recibía protección a cambio de lealtad.
Los «clientes» usualmente le debían su posición o cargo al «patrón» y por ello devolvían tal favor ejecutando fielmente las directivas del «patrón» en su respectivo nivel administrativo y dándole toda la información que este solicitaba; con ello cada «cliente» aseguraba continuar en su propio puesto y evitar que el «patrón» lo reemplazara por otro «cliente» más agradecido. A cambio el «patrón» protegía al «cliente» de posibles rivales y promovía la carrera pública de este dentro o fuera del Partido, con lo cual el mismo «patrón» beneficiaba su propia carrera al asegurar cada vez más el apoyo y lealtad de sus «clientes» que ocupaban cargos cada vez más importantes y seguían sus órdenes. Tal sistema operaba tanto en la cúspide del poder, como el Politburó, la KGB, el Sóviet Supremo o la Secretaría General del Partido, como en las administraciones locales del Partidos situadas en las zonas más remotas de la Unión Soviética.
Tal sistema no funcionaba siempre a la perfección y algunos «clientes» terminaban por suplantar a sus «patrones» tras conseguir mayor poder; una muestra de ello ocurrió cuando Nikita Jrushchov en 1957 logró que su antiguo «patrón» Lázar Kaganóvich fuera destituido del Presidium del Comité Central del Partido Comunista y despojado de todo poder político aprovechando la impopularidad de los colaboradores más veteranos de Stalin. Luego en 1964 Leonid Brézhnev, hasta entonces «cliente» de Nikita Jrushchov, maquinó con otros jerarcas la destitución del mismo Jrushchov como secretario general del Partido Comunista.
El conjunto de jerarcas seleccionados por Leonid Brézhnev durante su mandato da también una muestra de la práctica de relaciones «patrón-cliente» en gran escala, pues a lo largo de la década de 1970 el mismo Brézhnev entregó importantes cargos públicos a funcionarios que habían sido sus «clientes» en la administración local del Partido Comunista en la ciudad de Dnepropetrovsk (Ucrania).

## Evolución
Fuera de la Unión Soviética, los regímenes comunistas de la Europa Oriental mantenían sistemas muy similares a la nomenklatura. En la República Democrática Alemana, Hungría, y Polonia, se permitía la existencia de partidos políticos «diferentes» al partido de gobierno, pero tales partidos debían mantener lealtad absoluta al régimen y se les prohibía actuar como una «oposición» (por ejemplo los partidos del «Bloque nacional» de la RDA, que por mandato de la ley estaban subordinados al sistema); en tales casos se podía designar para un cargo elevado a un individuo ajeno al Partido Comunista local, pero luego dicho individuo era invitado a unirse al Partido pues solo con este acto podría ocupar puestos de mayor jerarquía.
De igual forma, en Checoslovaquia, Rumania, Yugoslavia, Albania, Bulgaria, China, Corea del Norte, Cuba, Vietnam donde el unipartidismo fue establecido oficialmente en favor del Partido Comunista local, el sistema de la nomenklatura soviética fue copiado fielmente, abarcando siempre a un conjunto muy reducido dentro de la militancia comunista.
Existe un libro escrito por Mijaíl Voslenski, historiador y filósofo huido en 1972 a Occidente, titulado La Nomenklatura. La clase gobernante en la Unión Soviética, por primera vez publicado en el samizdat en 1970, que narra la corrupción de la nomenklatura. Diversos disidentes soviéticos consideraron dicha corrupción inevitable, dado el carácter elitista de la nomenklatura (todos sus miembros estaban sujetos a las órdenes de un solo partido al cual todos pertenecían), así como por su control total sobre el aparato del Estado sin contrapeso alguno. Según Voslenski, el número de nomenklaturistas llegó a 750.000 en la época de Brézhnev, lo cual suponía el 0,3% de la población total de la URSS.
Tras la disolución de la Unión Soviética, el sistema político y social que mantenía la nomenklatura cayó con él. A pesar de ello, muchos de los miembros de la nomenklatura mantuvieron posiciones privilegiadas en la nueva administración, en tanto los antiguos funcionarios del Partido eran casi los únicos individuos con educación superior altamente especializada y con verdadera experiencia en cuestiones administrativas y gubernamentales, lo cual les permitió aprovechar las nuevas oportunidades ofrecidas por el capitalismo.

## Explicación de su surgimiento
El funcionamiento de la nomenklatura se explica por varios motivos:
1. El sistema de gobierno en la Unión Soviética estaba dominado por un solo partido político, el cual a su vez intervenía en todos los niveles de la administración pública, la economía, los medios de comunicación, las fuerzas armadas, medios académicos y culturales, etcétera; por ello la promoción dentro de la jerarquía política de dicho partido era el único camino posible para que un individuo talentoso pudiera satisfacer sus ambiciones personales de poder.
2. Para ascender dentro de los niveles de la jerarquía del Partido Comunista de la Unión Soviética lo más importante no era el mérito ganado por actos personales sino la aprobación de los jefes inmediatos, quienes evaluaban a sus subordinados según criterios de lealtad política y cumplimiento de metas.
3. Las rivalidades políticas existieron dentro del gobierno de la Unión Soviética casi desde el inicio de la Revolución rusa; después de la muerte de Lenin en 1924, ante la ausencia de mecanismos democráticos que causen un cambio en la jerarquía gobernante, las luchas internas por el mando se definían siempre por el poder e influencia acumulado dentro del Partido por cada jerarca en pugna, a su vez dicho poder e influencia estaba determinado por la cantidad de «clientes» que poseía cada «patrón» contendiente y por la importancia de los cargos ocupados por tales «clientes».
4. Debido a que el cumplimiento de directivas gubernamentales era un elemento clave para otorgar ascensos dentro de la estructura de poder (por ejemplo las metas de un plan quinquenal), los funcionarios de todo nivel estaban presionados para unirse entre sí mediante el clientelismo -en una amplia sucesión de "intercambios de favores"- con la finalidad de conseguir las metas trazadas por una autoridad superior a ellos.

En la época de Leonid Brézhnev, el nombre de nomenklatura hacía referencia especialmente a la élite dirigente, en este caso el grupo que controlaba los mecanismos de poder, que tomaba las decisiones sin estar sujetos a un control real por las instituciones formales que justificaban el poder soviético, como el Sóviet Supremo o el Soviet de la Unión, aunque en todo caso formaban parte de ellas, especialmente del Politburó y la KGB.

## Críticas dentro del socialismo
En 1957, el político serbio Milovan Djilas publicó en Yugoslavia un libro de crítica a la nomenklatura titulado "La nueva clase", censurando la aparición en un régimen comunista de la nomenklatura como un grupo cerrado y exclusivista, formado por miembros del partido gobernante que, a efectos prácticos, se había transformado en una élite política dotada de un control absoluto de los medios de producción gracias a dominar por completo la burocracia estatal, similar al que ejercían las élites capitalistas salvo en la forma de obtención.
Según Djilas, la nomenklatura estaba basada en la pertenencia de todos sus miembros al Partido Comunista, el cual a su vez poseía el monopolio del poder, lo cual generaba entre los miembros del Partido un «exclusivismo social» que los convertía en una nueva "clase dirigente". Esta "clase dirigente" a su vez aprovechaba su dominio total sobre la administración pública y sobre el sistema económico para atribuirse privilegios materiales (alimentación, vivienda, bienes suntuarios) de alta calidad y al cual no podía acceder el resto de la población. 
Djilas acusó a la nomenklatura de copiar el proceder de las élites capitalistas, sin necesidad de ejercer la propiedad de los medios de producción pues para la nomenklatura era suficiente el control total de tales medios; como consecuencia en este sistema el proletariado subsistía sin ser realmente liberado de la opresión clasista, destruyendo y traicionando el proyecto de Karl Marx de formar una «sociedad sin clases».